# Zwei schlicht – zwei kraus
Zwei schlicht – zwei kraus (Untertitel: „Masche des Monats“) war eine Hörfunkserie von Jörg-Peter Hahn. Die monatliche Sendung, deren erste Folge am 26. Oktober 1963 bei Radio Bremen ausgestrahlt wurde, wurde bis Mitte der 1980er-Jahre fortgesetzt.

## Inhalt
Protagonisten der Serie waren Hinnerk Heidschnuck, gesprochen vom Oldenburger Volksschauspieler Heinrich Kunst und sein Gänselieschen, gesprochen von Ursula Hinrichs. Die Heidebewohner kommentierten volkstümlich-naiv aktuelle Nachrichten und Ereignisse. Bereits in der ersten Sendung wies Heidschnuck darauf hin, er wolle für das Radio werden, „was dem Fernsehen sein Höfer is“. Zwischendurch gab es Musikbeiträge zwischen Schlager und Volksmusik, die gemäß dem Manuskript der Sendung vom Gänselieschen aufgelegt wurde.

## Erfolg
Der Erfolg der Serie zog die Veröffentlichung mehrerer Singles unter dem Namen „Lieschen und Hinnerk“ und Langspielplatten nach sich. Die Protagonisten Hinnerk und Lieschen erschienen in weiteren Sendungen, z. B. Bremer Container, Schnitzeljagd, Fastelavend oder Nordschau-Magazin.